# 1543 en France
Chronologie de la France
- 1539
- 1540
- 1541
- 1542
- 1543
- 1544
- 1545
- 1546
- 1547

## Événements
- 11 janvier : Henri d’Albret devient lieutenant général en Guyenne, Poitou, Languedoc et Provence[1].

- 11 février : traité de Londres entre Charles Quint et Henri VIII d’Angleterre, qui prend le parti de l’empereur[2]. L’Angleterre entre en guerre contre la France (fin en 1546).

- 2 mars : les œuvres de François Rabelais, Pantagruel et Gargantua, sont condamnées par la faculté de théologie de Paris[3].
- Mars : un édit de François Ier autorise les serfs royaux du duché de Bourgogne à racheter leur servitude au prix d’un dixième de leurs biens. Révoqué le 5 février 1544, cet édit est renouvelé par Henri II en 1554[4].

- 27 avril : édit royal de fondation de la bourse de Lyon[5].

- 10-22 août : siège de Nice par les troupes françaises du comte d’Enghien et la flotte turque de Khayr ad-Din Barberousse, hébergée à Toulon pendant l’hiver 1543-1544. La ville se rend sauf la citadelle[2]. Suivant la tradition, l’héroïne et lavandière Catherine Ségurane galvanise la résistance niçoise.
- 12 septembre : duc d’Orléans reprend Luxembourg ; François Ier entre dans la ville le 28 septembre[6].
- Octobre, La Fère : édit de François Ier créant de la chambre des comptes de Rouen[7].
- 20 octobre : Charles Quint arrive devant Landrecies assiégée par ses troupes[8].

- 2 novembre : Charles Quint fait lever le siège de Landrecies après que la ville a été ravitaillée par Martin du Bellay[2].

## Naissances en 1543
- 18 février : Charles III, duc de Lorraine et de Bar. († 14 mai 1608).
- 1er avril : François de Bonne, Connétable de France. († 1626).
- Louis Bellaud, dit Bellaud de la Bellaudière, poète français de langue occitane († 1588).

## Décès en 1543
- 9 janvier : Guillaume du Bellay (1491-1543).